# SummerSlam (2000)
SummerSlam (2000) foi o décimo-terceiro evento anual do SummerSlam, promovido pela World Wrestling Federation e transmitido por pay-per-view. Aconteceu dia 27 de agosto de 2000 no Raleigh Entertainment and Sports Arena em Raleigh, Carolina do Norte.

## Resultados
| Nº                                          | Resultados | Estipulações                                                    | Tempo |
| ------------------------------------------- | --- | --------------------------------------------------------------- | ----- |
| 1                                           | Right to Censor (Steven Richards, Bull Buchanan e The Goodfather) derrotaram Too Cool (Scotty 2 Hotty, Grand Master Sexay e Rikishi) (com Victoria e Mandy) | Luta de trios                                                   | 5:12  |
| 2                                           | X-Pac derrotou Road Dogg | Luta individual                                                 | 4:02  |
| 3                                           | Chyna e Eddie Guerrero derrotaram Val Venis (c) e Trish Stratus                                                                                             | Luta de duplas mistas pelo WWF Intercontinental Championship    | 7:13  |
| 4                                           | Jerry Lawler derrotou Tazz | Luta individual                                                 | 4:24  |
| 5                                           | Steve Blackman derrotou Shane McMahon (c) | Luta Hardcore pelo WWF Hardcore Championship                    | 10:08 |
| 6                                           | Chris Benoit derrotou Chris Jericho | Luta de duas quedas                                             | 13:02 |
| 7                                           | Edge e Christian (c) derrotaram The Hardy Boyz (Matt e Jeff) (com Lita) e The Dudley Boyz (Bubba Ray e D-Von)                                               | Luta Tables, Ladders, and Chairs pelo WWF Tag Team Championship | 18:51 |
| 8                                           | The Kat (com Al Snow) derrotou Terri (com Perry Saturn) | Luta Stinkface                                                  | 3:06  |
| 9                                           | The Undertaker vs. Kane acabou sem vencedor | Luta individual                                                 | 6:28  |
| 10                                          | The Rock (c) derrotou Kurt Angle e Triple H | Luta Triple Threat pelo WWF Championship                        | 20:09 |
| (c) – Refere-se aos campeões antes da luta. | |                                                                 |       |